# Jesse Jane
Jesse Jane, geboren als Cindy Howell (Fort Worth (Texas), 10 juli 1980 – Moore (Oklahoma), januari 2024), was een Amerikaanse pornoactrice en model.

## Biografie

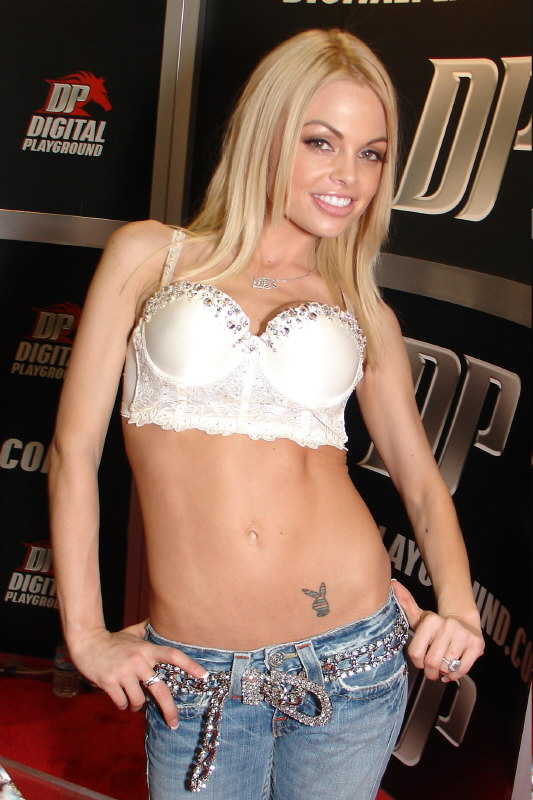
Jesse Jane, januari 2007

Jane groeide op in het gezin van een militair op verschillende bases in het Middenwesten. Ze volgde een uitgebreide dansopleiding en was cheerleader op haar middelbare school in Rose Hill, Kansas. Ze haalde haar middelbareschooldiploma in Moore in Oklahoma.
Nadat ze een van de finalisten was geworden in een lokale modellenjacht, ging ze werken als model voor winkelbedrijven zoals 5-7-9 en David's Bridal. Hierdoor kreeg ze een rol in een reclamespot voor de restaurantketen Hooters. Ze nam ook deel aan Hawaiian Tropic-schoonheidswedstrijden. Bij één ervan won ze een figurantenrol in de televisiefilm Baywatch: Hawaiian Wedding uit 2003.
In augustus 2002 werd ze "Miss Photogenic" genoemd door de American Dreams Pageant. Ze begon aan een carrière als bikinimodel, hoewel ze ernaar verlangde pornografie te doen. Ze las een artikel over Tera Patrick waarin stond dat zij werkte bij de pornofilmproductiemaatschappij Digital Playground. Ze nam contact met hen op en had al snel een contract. Haar eerste scène was met Devon in de film No Limits. Binnen enkele maanden trad ze op in Showtime Networks Family Business. In 2004 verscheen Jane in de eerste wmv-hd-dvd-pornofilm Island Fever 3, gefilmd op Tahiti en Bora Bora. Deze titel was ook een van de eerste hd-dvd-pornofilms in 2007.
Jane verscheen op de hoes van het tweede album van de metalband Drowning Pool, getiteld Desensitized, en zij speelde in de videoclip voor de eerste hitsingle van dit album, "Step Up". Jane zei dat Drowning Pool een van haar favoriete bands is. Jane was mede-presentatrice (met medeactrices Devon en Teagan Presley) van het internet-pornopraatprogramma DP Tonight. Dit programma besteedt aandacht aan roddels uit de industrie en heeft pornosterren te gast.
Jane was gastster bij de HBO-dramaserie Entourage in de negende aflevering van het tweede seizoen. De aflevering was getiteld "I Love You Too" en ging over het viertal dat een trip maakt naar Comicon, waar ze hulp krijgen van de "Pussy Patrol", waarvan Jane de aanvoerster is.
In maart 2006 werden Jane en Kirsten Price de gastvrouwen van Playboy TV's populairste liveshow, Night Calls. Daarbovenop presenteerde Jane ook Playboy TV's Naughty Amateur Home Videos en was ze de sekscolumnist voor Cheri, met artikelen sinds de uitgave van januari 2007.
In januari 2007 berichtte The New York Times dat Jane van plan was haar borstvergrotingsoperatie over te doen, in een poging haar optreden in high-definitionfilms te verbeteren. Op haar officiële website schreef ze dat ze op 12 februari haar operatie had. Ook in 2007 werd Jesse een sekscolumnist voor het Australische tijdschrift Ralph, waarin ze brieven van lezers beantwoordde over seks en uitgaan.
In 2009 trad Jesse op in de realityserie The Bad Girls Club.

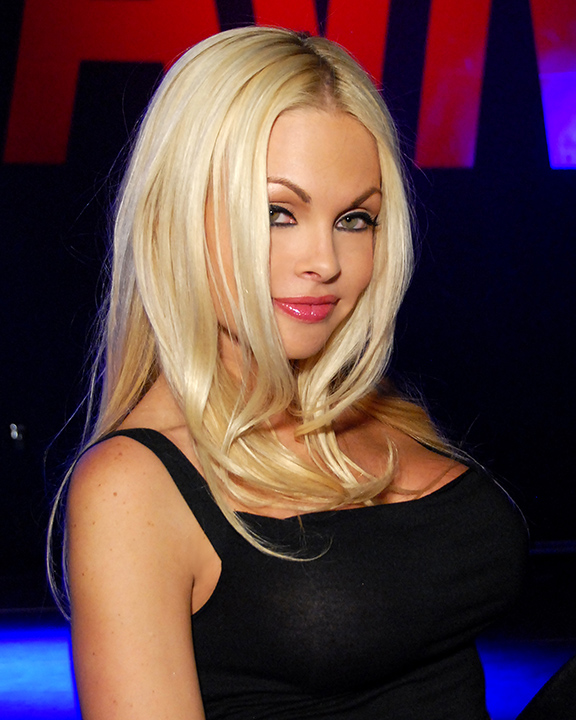
Jesse Jane in 2013

## Privéleven
In 2000 kreeg ze een zoon. In 2007 maakte ze bekend getrouwd te zijn met mede-pornoster Rick Patrick (ook bekend als Rick Roberts). Volgens IMDb was ze vanaf 2005 met hem getrouwd.
In 2004 vertelde ze in de Howard Stern Show dat ze een hysterectomie had ondergaan in verband met baarmoederhalskanker.
Ze noemde zichzelf biseksueel. Haar cupmaat was 34D-22-33.

## Overlijden
Jane overleed in januari 2024 plotseling op 43-jarige leeftijd. De actrice werd samen met haar vriend dood aangetroffen in hun huis in Oklahoma. Uit autopsie bleek naderhand dat Jane was overleden aan een onopzettelijke overdosis.

## Prijzen

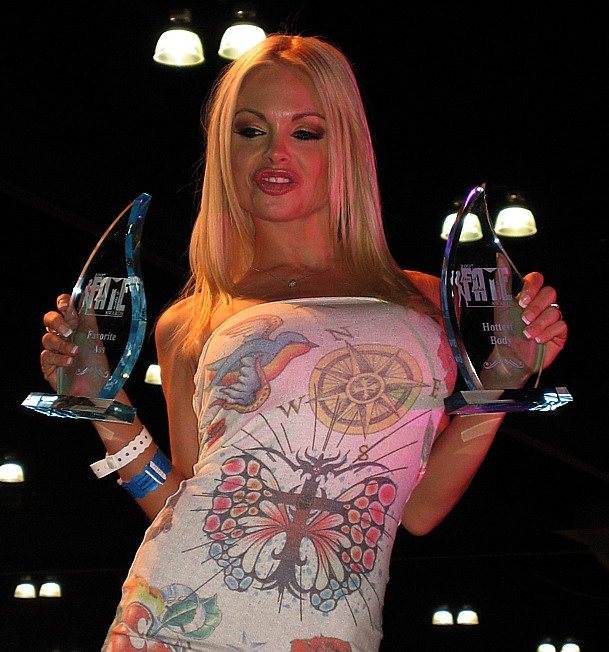
Jesse Jane met twee F.A.M.E. Awards in 2007

- 2003 Nightmoves Entertainment Awards - Best New Starlet (Editor's Choice)
- 2004 Venus Award - Best Actress USA
- 2004 Delta di Venere Award - Best American Actress
- 2006 AVN Award – Best All-Girl Sex Scene (Video) – Pirates
- 2006 Nightmoves Entertainment Awards - Best Actress (Editor's Choice)
- 2006 FOXE Award - Female Fan Favorite
- 2006 Scandinavian Adult Awards - Best Selling International Star
- 2007 AVN Award – Best All-Girl Sex Scene (Video) – Island Fever 4
- 2007 F.A.M.E. Awards – Hottest Body
- 2007 Exotic Dancer Awards - Adult Movie Feature Entertainer of the Year
- 2007 Venus Award - Best US Actress
- 2008 F.A.M.E. Awards – Hottest Body
- 2008 Medien eLINE Award - Best US Actress
- 2009 AVN Award – Best All-Girl Group Sex Scene – Cheerleaders
- 2009 F.A.M.E. Award – Hottest Body
- 2009 Hot d'Or – Best American Actress – Pirates II: Stagnetti’s Revenge

## Filmografie (selectie)
- Whack the Don (2021) - Angelina (reguliere film)
- Black and White Vol. 16 (2019)

- Fleetwood x Ducati James: Jenna Jameson (2018) - (videoclip)

- The Female of the Species (2018)
- Highway to Havasu (2017) - Jesse (reguliere film)
- Female Fight Club (2016) - ? (reguliere film)
- Jesse: Sex Machine 2 (2016)
- Face of an Angel Mind of a Devil (2015)
- Jesse: Sex Machine (2015)
- Jesse: Alpha Female (2015)
- Step Sisters (2014) - Jesse
- Pink Slip (2013)
- Code of Honor (2013)
- Mothers & Daughters (2012)
- Babysitters 2 (2011) - Jesse de babysitter
- Bucky Larson: Born to Be a Star (2011) - AFA presentatrice (reguliere film)
- Jesse Jane: The Roommate (2011)
- Top Guns (2011)
- Jesse Jane: The Roommate (2011)
- Jesse Jane: Couch Confessions (2010) - Eliza Drake
- Jesse Jane: Dirty Movies (2010)
- Jesse Jane: Home Work (2010)
- Jesse Jane: Playful (2010)
- Jesse Jane: Reckless (2010)
- Body Heat (2010)
- That's My Girl (2010)
- Bad Girls 3 (2010)
- Fly Girls (2010)
- Let the Game Begin (2010) - Temptation (reguliere film)
- Bad Girls 3 (2010)
- Jesse Jane: Dirty Movies (2010)
- That's My Girl (2010)
- Teachers (2009)
- Fly Girls (2009)
- Jesse Jane: Atomic Tease (2009)
- Middle Men (2009) - Haarzelf (reguliere film)
- Pirates II: Stagnetti's Revenge (2008) - Jules Steel
- Cheerleaders (2008) - Jesse, hoofd cheerleader
- Jesse Jane: Heat (2008)
- Jesse Jane: Kiss Kiss (2008)
- Jesse Jane: Sexy Hot (2008)
- Nurses (2008)
- Babysitters (2007) - Jesse de babysitter
- World's Biggest Sex Show 4 (2007)
- Hush (2007)
- Jack's Playground 37 (2007)
- Jack's Teen America: Mission 19 (2007)
- Jesse in Pink (2007)
- Jesse Jane: Fuck Fantasy (2007)
- Jesse Jane: Image (2007)
- Jesse Jane: Lust (2007)
- Jesse Jane: Scream (2007)
- Jesse's Juice (2007)
- Naked Aces 2 (2007)
- The 2007 AVN Awards Show (2007)
- Island Fever 4 (2006)
- Deeper 3 (2006)
- Jack's POV 4 (2006)
- Jesse Jane: All-American Girl (2006)
- Marvelous (2006)
- Sexual Freak (2006)
- 8MM 2 (2005) - Meisje in photoshoot (reguliere film, onvermeld)
- Pirates (2005) - Jules Steele
- Posh Kitten (2005) - The Starlet
- Devon: Decadence (2005)
- Porn Stars 1 (2005)
- Island Fever 3 (2004) - Jesse
- Jack's Playground 8 (2004)
- Loaded (2004) - Heather Meyers
- Busty Cops (2004) - Officier Chloe
- Contract Star (2004) - La Cojedora
- Devon: Erotique (2004)
- Jack's Playground 10 (2004)
- Teagan Erotique (2004)
- The Story of J (2004) - Jesse
- Jack's Playground 3 (2003) - Gastoptreden
- Virtual Sex with Jesse Jane (2003) - Jesse Jane
- Erotique (2003)
- Three Timing (2003) - Jesse
- Beat the Devil (2003) - Belladona
- No Limits (2003) - Jennifer
- Baywatch: Hawaiian Wedding (2003) - Bikinimeisje (reguliere film, onvermeld)

### Interviews
- (nl) Adversus(juli 2010). Jesse Jane Interview op Adversus.nl. Adversus.nl. Geraadpleegd op 04-07-2010
- (en) Roger T. Pipe (januari 2003). Jesse Jane Interview. rogreviews.com. Geraadpleegd op 03-06-2007.
- (en) Roger T. Pipe (2007). Jesse Jane Interview 2007. rogreviews.com. Geraadpleegd op 03-06-2007.
- (en) Jesse Jane - The Lost Interview. terababes.com (09-01-2003). Geraadpleegd op 14-07-2008.
- (en) Big D. Inside Jesse Jane. xrentdvd.com. Geraadpleegd op 14-07-2008.

- Gemeinsame Normdatei: 1317310888
- International Standard Name Identifier: 0000 0001 4002 4865
- Library of Congress Control Number: no2011164156
- Virtual International Authority File: 187391398
- WorldCat: E39PBJmdvJJyR7wpGKbxX9WhpP